# Olga Solovova
Olga Anatolyevna Solovova (em russo:  Ольга Анатольевна Соловова; Ussuriysk, 22 de junho de 1953) é uma ex-jogadora de voleibol da Rússia que competiu pela União Soviética nos Jogos Olímpicos de 1980.
Em 1980, ela fez parte da equipe soviética que conquistou a medalha de ouro no torneio olímpico, no qual atuou em cinco partidas.